# 박달
박달(朴達, 1910년 10월 28일 ~ 1960년 4월 1일)은 조선의 독립운동가로, 본명은 박문상(朴文湘)이다.

## 생애
함경북도 길주 출생이다. 20세 무렵 갑산군으로 이주하여 공산주의 계열에서 독립 운동을 했다. 명성소년회, 갑산청년동맹 등에 가담했다. 특히, 1935년 박금철, 리효순, 허학성 등과 함께 갑산공작위원회를 조직하면서 리제순의 소개로 동북항일연군 소속이던 김일성과 접촉하여 김일성부대의 국내 거점 역할을 했다.
갑산공작위원회는 1936년 조선민족해방동맹으로 개칭되었고, 조국광복회의 지역 조직으로서 1937년 김일성이 국내로 진공해 들어온 보천보 전투에 공을 세웠다. 그는 이듬해 혜산 사건으로 피신해 다니다가 결국 조선인 친일 경찰 최연에게 체포되었으며, 무기 징역을 선고 받고 서대문형무소에서 복역하던 중 광복을 맞았다.
박달은 옥중에서 고문을 심하게 당한 끝에 광복후 풀려날 때는 이미 하반신이 마비되어 있었다. 김일성은 서울에 있던 그를 평양으로 데려와 간병하도록 했고, 박달은 병상에서 자전소설 《서광(曙光)》을 남기고 사망했다.
혜산 사건에 함께 연루되었다가 북한 정권에 참여한 갑산파 인물들은 대개 1967년 실각했으나, 그는 그 이전에 사망했고 불구의 몸이라 정치에도 관여하지 못했기에 북한에서 높은 평가를 받고 있다. 보천군의 그가 살던 집은 복원되었고 동상이 세워져 있으며, 김일성이 회고록 《세기와 더불어》에 〈불굴의 투사 박달〉이라는 장을 따로 넣어 그에 대한 회고를 서술했을 정도이다. 박달이 사망했을 때는 김일성이 직접 관을 메기도 했다.

## 참고자료
- 김일성 (1992). 〈제1부 항일혁명편, 제15장 지하전선의 확대〉. 《세기와 더불어》. 평양: 조선로동당출판사.